# نورمن او. براون
نورمن او. براون (انگلیسی: Norman O. Brown; ۲۵ سپتامبر ۱۹۱۳ – ۲ اکتبر ۲۰۰۲) نویسنده اهل ایالات متحده آمریکا بود. محقق و فیلسوف اجتماعی آمریکایی بود. با شروع به عنوان یک محقق مطالعات کلاسیک، کار بعدی او به ملاحظات گسترده، عالمانه و پیچیده فکری در مورد تاریخ، ادبیات، روانکاوی، فرهنگ و موضوعات دیگر منشعب شد. براون تزهای بدیعی را پیش برد و در زمان خود به شهرت کلی دست یافت.
وی همچنین برندهٔ جوایزی همچون کمک‌هزینه گوگنهایم شده است.